# Protowithius
Tribu
Genre
Protowithius, unique représentant de la tribu des Protowithiini, est un genre de pseudoscorpions de la famille des Withiidae.

## Distribution
Les espèces de ce genre sont endémiques de l'archipel Juan Fernández au Chili.

## Liste des espèces
Selon Pseudoscorpions of the World (version 3.0) :
- Protowithius fernandezianus Beier, 1955
- Protowithius robustus Beier, 1955

## Publication originale
- Beier, 1955 : Pseudoscorpione von den Juan-Fernandez-Inseln (Arachnida Pseudoscorpionida). Revista Chilena de Entomología, vol. 4, p. 205-220 (texte intégral).